# Nkosazana Dlamini-Zuma
Nkosazana Clarice Dlamini-Zuma (Natal, 27 de enero de 1949) es una política sudafricana y una activista anti-apartheid. Fue ministra sudafricana de Salud de 1994 a 1999 bajo la presidencia de Nelson Mandela y  ministra de Relaciones Exteriores del 17 de junio de 1999 a 10 de mayo de 2009, con los presidentes Thabo Mbeki y Kgalema Molanthe. Posteriormente fue nombrada ministra de Interior en el gabinete del presidente Jacob Zuma, su exmarido, el 10 de mayo de 2009. El 15 de julio de 2012 Dlamini-Zuma fue elegida presidenta de la Comisión de la Unión Africana convirtiéndose en la primera mujer en dirigir la Organización de la Unidad Africana.

## Primeros años
Dlamini-Zuma,zulú, nació en Natal y fue la mayor de ocho hijos. Terminó secundaria en el Amanzimtoti Training College en 1967. En 1971 inició sus estudios de Zoología y Botánica en la Universidad de Zululandia, donde obtuvo una Licenciatura en Ciencias (BSc). Posteriormente comenzó sus estudios de medicina en la Universidad de Natal.

## ANC
Durante sus estudios en la década de 1970, Dlamini, se convirtió en un miembro activo en la clandestinidad del Congreso Nacional Africano (ANC). Al mismo tiempo también fue miembro de la Organización de Estudiantes de Sudáfrica y fue elegida vicepresidenta de la organización en 1976.
El mismo año Dlamini-Zuma huyó al exilio y realizó sus estudios de medicina en la Universidad de Bristol en 1978. Posteriormente, trabajó como médica en el hospital público de Mbabane, en Suazilandia, donde conoció a su futuro marido y futuro presidente del partido Congreso Nacional Africano, Jacob Zuma. En 1985 volvió al Reino Unido para completar un diploma en salud infantil tropical de la Universidad de Liverpool en la Escuela de Medicina Tropical. Después de recibir su diploma trabajó para el Comité de Salud del ANC regional antes de aceptar el cargo de directora del Fideicomiso de Salud y Refugiados, una organización no gubernamental británica. 

## Gobierno

### Departamento de Salud
En 1992 formó parte de la Comisión Asesora de Género de la Convención para una Sudáfrica Democrática (CODESA). Posteriormente, tras las primeras elecciones democráticas de Sudáfrica de 1994, fue designada ministra de Salud en el gabinete del presidente Nelson Mandela.

### Departamento de Asuntos Exteriores
Thabo Mbeki le ofreció la presidencia adjunta de Sudáfrica para sustituir a Jacob Zuma pero rechazo la propuesta y finalmente la vicepresidencia fue asumida por Phumzile Mlambo-Ngcuka.
Desde octubre de 2012 hasta enero de 2017 fue Presidenta de la Comisión Nacional Africana.

## Honores
Dlamini-Zuma fue distinguida con el doctor honoris causa en Derecho por la Universidad de Natal (1995) y la Universidad de Bristol (1996). 